# NGC 1624
NGC 1624 è una nebulosa a emissione, visibile nella costellazione di Perseo, cui è annesso un ammasso aperto.

## Osservazione
La nebulosa si individua nella parte settentrionale della costellazione, al confine con l'Auriga; si trova in una regione povera di stelle brillanti nelle vicinanze, pertanto l'unico sistema per individuarne la posizione è quello di orientarsi tramite allineamenti ricercabili su una carta celeste dettagliata. Può essere scorta anche con un telescopio amatoriale di media potenza, grazie alla sua brillantezza; in essi appare visualmente come una macchia nebulosa di undicesima magnitudine.
La sua declinazione fortemente settentrionale fa sì che essa possa essere osservata agevolmente durante gran parte delle notti dell'anno dall'emisfero boreale, mentre dall'emisfero australe la sua osservazione è penalizzata; il periodo in cui raggiunge la più alta elevazione sull'orizzonte è compreso fra i mesi di ottobre e febbraio.

## Caratteristiche
Si tratta di una regione H II posta ai confini esterni della Via Lattea, trovandosi a ben 21.000 anni luce di distanza dal sistema solare; contiene al suo interno un giovane ammasso aperto catalogato come Cr 53, la cui stella più brillante è GSC 03350-00255, una supergigante blu di classe spettrale O6I con una magnitudine pari a 11,66. Questa, assieme a una gigante blu di classe B1III e una magnitudine di 13,15, sono le due principali responsabili dell'eccitazione dei gas della nube. Attraverso lo studio della velocità radiale è possibile dividere la nebulosa in due aree, denominate A e B; la regione A mostra una velocità radiale di -41,4 km s-1, mentre la regione B ha una velocità di -37,6 km s-1. La nube è anche una sorgente IRAS e al suo interno è noto un maser ad acqua, segno che i fenomeni di formazione stellare sono molto recenti; non sono però noti oggetti HH.
Poco meno di tre gradi a nordovest della nebulosa si trova un'altra nube molto simile, anche se di dimensioni ridotte; si tratta di Sh2-211, che appare parzialmente oscurata dal complesso di nebulose oscure denominato B20; Sh2-211 e NGC 1624 (Sh2-212) appartengono alla stessa regione galattica e sono probabilmente entrambe immerse nella stessa nube molecolare.